# 브레프네
브레프네(아일랜드어: Bréifne [ˈbrʲeːfnʲe]는 중세 초기 아일랜드섬의 연맹왕국이다. 이 브룬 브레프네 왕조가 다스렸다. 브레프네의 영토는 오늘날의 리트림 주, 캐번 주, 그리고 슬라이고 주 일부에 해당한다.
700년경 코나크타에서 분리되어 국가가 수립되었다. 12세기 티게르난 우어 루어륵이 왕이었을 때 브레프네의 국력이 절정에 달했고 영토가 미스 주 켈스에서 슬라이고 주 드럼클리프에 달했다. 
1256년 리트림 주 벨 안 아하 모르에서 루어륵 씨족(Ua Ruairc)과 라갈라 씨족(Ó Raghallaigh) 사이에 대전투가 벌어졌고 그 결과 브레프네는 루어륵 씨족의 서브레프네(리트림 주)와 라갈라 씨족의 동브레프네(캐번 주)로 분열되었다.